# غوران جيليزيتش
جوران جيليزيتش (بالصربية: Горан Јелисић)‏ ولد في 7 يونيو 1968 في بيه لينا، البوسنة والهرسك، يوغوسلافيا. هو ضابط سابق في الشرطة الصربية البوسنية أدين بارتكاب جرائم ضد الإنسانية وانتهاك أعراف الحرب من قبل المحكمة الجنائية الدولية ليوغوسلافيا السابقة (ICTY) في معسكر لوكا في برتشكو خلال حرب البوسنة. يعرف في وسائل الإعلام باسم "أدولف الصربي".

## حياته الشخصية
ولد جيليزيتش في عام 1968 في بلدة بيه لينا التي كانت في ذلك الوقت تحتوي علي 40٪ من المسلمين. ولد لأم عاملة وتربي في المقام الأول علي يد جدته. كان لديه مجموعة متنوعة من الأصدقاء الصرب والمسلمين. بعد ارتكابه تزويرًا في البوسنة تم سجنه لعدة أشهر. تم إطلاق سراحه في فبراير 1992.
في 21 ديسمبر 2011 اعتقلت زوجته مونيكا كاران إيليتش (المعروفة باسم مونيكا سيميونوفيتش) للاشتباه في ارتكابها جرائم حرب ضد غير الصرب في معسكر لوكا. وأدينت بالمشاركة في التعذيب والمعاملة اللاإنسانية والتسبب في المعاناة للمدنيين البوسنيين والكروات في معسكر لوكا ومركز شرطة برتشكو بين مايو ويونيو 1992 عندما كانت مراهقة. تم تخفيض عقوبتها إلى عامين ونصف من السجن في 2013.

## المحاكمة

### القبض عليه
في 22 يناير 1998 تم القبض على جيليزيتش في بيه لينا وكان هذا تتويجا لعملية استخبارية استمرت أشهرًا (أطلق عليها اسم عملية Amber Light) بقيادة المقدم ريك فرانكونا. قاد فريق البحرية الذي نفذ عملية الاعتقال ريان زينك الذي سيتم انتخابه لاحقًا في مجلس النواب الأمريكي. كانت شقة جيليزيتش محاطة بالقوات الأمريكية. كان هذا الاعتقال هو الأول الذي قامت به القوات الأمريكية ضد مجرم حرب بوسني. بعد إلقاء القبض عليه، تم نقل جيليزيتش إلى قاعدة أمريكية في توزلا حيث تم احتجازه من قبل وكيل مكتب التحقيقات الفدرالي الخاص وسافر جواً إلى لاهاي.
أفادت القوات الأمريكية أن العملية كان مخطط لها مسبقًا. تمت العملية خلال أسبوع واحد حيث كانت جماعات حقوق الإنسان تضغط على إدارة كلينتون لاستخدام القوات الأمريكية للمساعدة في احتجاز بعض عشرات مجرمي الحرب الذين ما زالوا طلقاء.

### التهم
واجه جيليزيتش المحاكمة بتهمة واحدة تتعلق بالإبادة الجماعية وستة عشر تهمة بانتهاك عادات الحرب و 15 تهمة بجرائم ضد الإنسانية فيما يتعلق بتورطه في المعاملة اللاإنسانية والقتل المنهجي للمحتجزين في معسكر لوكا حيث يُزعم أنه قام كل يوم بدخول باحة لوكا الرئيسية واحتُجز المعتقلين وضربهم ثم أطلقوا عليهم الرصاص وقتلهم. ومن الأمثلة على هذا النوع من الادعاءات أن جيليزيتش ضرب رجلًا مسلمًا مسنًا حتى الموت باستخدام أنبوب معدني ومجرفة وعصا خشبية.

### الحكم عليه
في عام 1999 أقر جيليسيتش بأنه مذنب في تهم الجرائم ضد الإنسانية وانتهاك عادات الحرب. وقد تمت تبرئته من تهمة الإبادة الجماعية لأن المحكمة لم تعتقد أن النيابة العامة أثبتت ذلك بما لا يدع مجالا للشك. حُكم عليه بالسجن 40 سنة. وأكدت دائرة الاستئناف نفس الحكم. واقترحت المحكمة أيضًا أن يتلقى يليسيتش علاجًا نفسيًا. في عام 2001 ، طلب الادعاء إعادة المحاكمة على تهمة جيليسيتش بشأن الإبادة الجماعية ، لكن محكمة الاستئناف أيدت حكمه البالغ 40 سنة. في 29 مايو 2003 ، تم نقل جيليسيتش إلى إيطاليا لقضاء ما تبقى من عقوبته.